# David S. Rohde

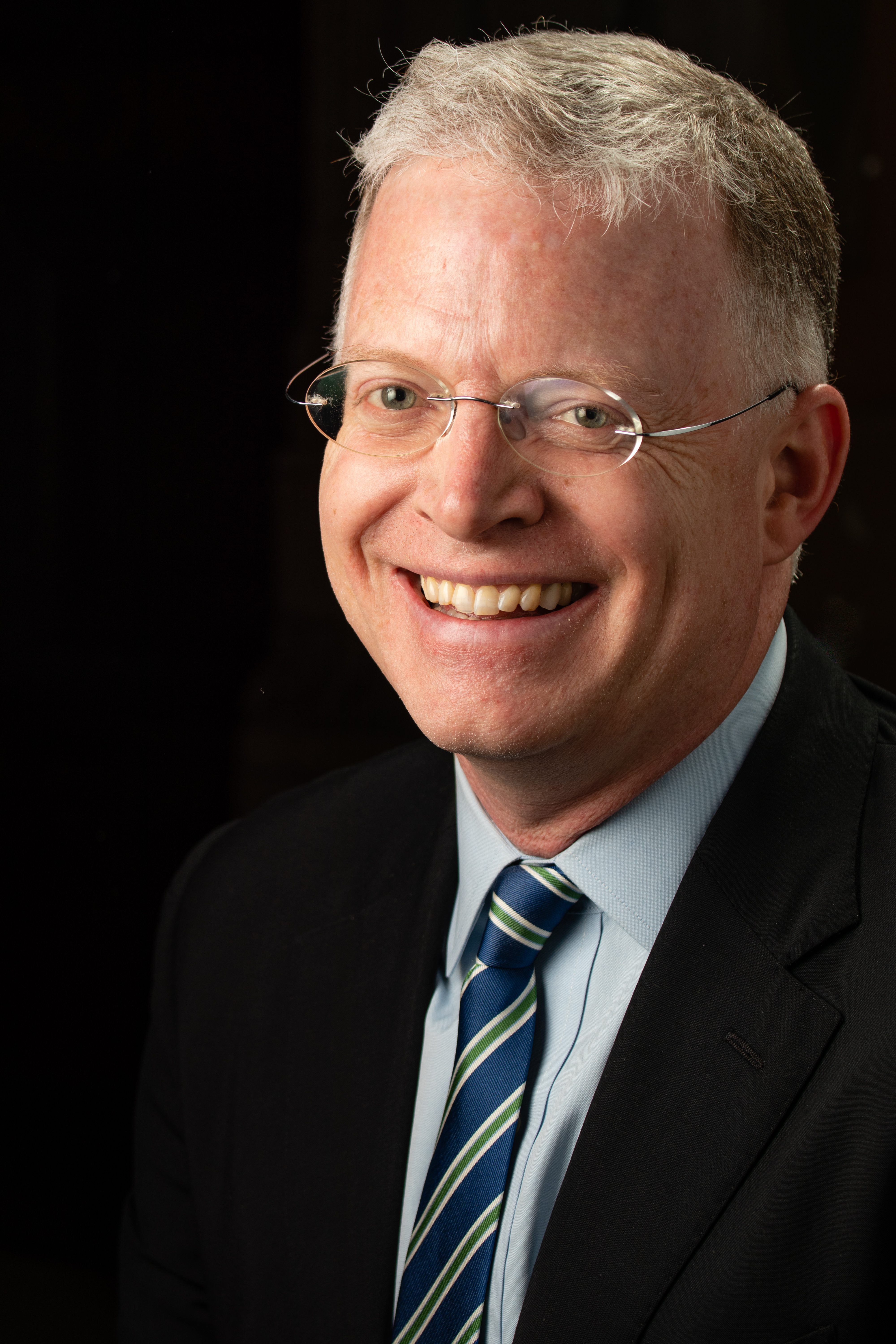
David S. Rohde

David Stephenson Rohde (* 1967) ist ein US-amerikanischer Investigativjournalist der New York Times. Von Juli 2002 bis Dezember 2004 leitete er das Südasien-Büro der Times in Neu-Delhi. Während seiner Tätigkeit als Reporter bei der renommierten Tageszeitung The Christian Science Monitor gewann Rohde im Jahr 1996 den Pulitzer-Preis für seine Berichterstattung über das Massaker von Srebrenica. 2008 wurde ihm ein zweiter Pulitzer-Preis für seine Berichterstattung über die Konflikte in Afghanistan und Pakistan verliehen.
Im November 2008 wurde Rohde durch Kämpfer der Taliban entführt, konnte aber nach sieben Monaten Geiselhaft im Juni 2009 flüchten.

## Berichterstattung über den Balkankonflikt
Rohdes journalistische Arbeit trug zur Enthüllung und Aufarbeitung des Massakers von Srebrenica bei, wo im Juli 1995 geschätzte 8000 Bosniaken – hauptsächlich Männer und Jungen – ermordet worden waren. Für diese Arbeit wurde ihm 1996 der Pulitzer-Preis verliehen. Kurz darauf begann er seine Tätigkeit bei der New York Times.
2012 würdigte ihn das International Press Institute (IPI) für seine Berichte über den Balkankonflikt mit dem Titel „Held der Weltpressefreiheit“.

## Berichterstattung über den Nahostkonflikt
Seit seiner Tätigkeit bei der New York Times berichtete Rohde unter anderem über friedenserhaltende Maßnahmen in Afghanistan und im Irak oder verfasste Artikel über freigelassene Häftlinge des Gefangenenlagers der Guantanamo Bay Naval Base.

## Entführung durch die Taliban
Im November 2008 wurde Rohde während der Recherchen für ein neues Buch zusammen mit einem einheimischen Berufskollegen sowie einem Fahrer außerhalb von Kabul von Kämpfern der radikalislamistischen Taliban verschleppt. Nach sieben Monaten Geiselhaft gelang Rohde und dem einheimischen Reporter die Flucht. Aufgrund einer von der New York Times initiierten Zusammenarbeit mehrerer Nachrichtenagenturen und Websites (inklusive der Wikipedia), die zum Schutz der Geiseln Stillschweigen vereinbart hatten, wurde die Entführung erst nach Rohdes erfolgreicher Flucht publik gemacht.

## Privates
Rohde stammt aus Maine, wo er die Privatschule Fryeburg Academy besuchte. Seinen Bachelor Of Arts machte er an der Brown University in Providence, Rhode Island. Rohde ist verheiratet.

## Bibliografie
- David Rohde: Die letzten Tage von Srebrenica. Was geschah und wie es möglich wurde. Rowohlt, Reinbek bei Hamburg 1997, ISBN 3-499-22122-5
- David Rohde und Kristen Mulvihill: A Rope and a Prayer: A Kidnapping from Two Sides, Viking, 2010, ISBN 978-0670022236
- David Rohde: In Deep: The FBI, the CIA, and the Truth about America's "Deep State", W. W. Norton & Company, 2020, ISBN 978-1324003540
- Where Tyranny BeginsThe Justice Department, the FBI, and the War on Democracy. W. W. Norton, New York 2024, ISBN 978-0-393-88196-7.